# Neah Evans
Neah Evans  (* 1. August 1990 in Langbank) ist eine schottische Radrennfahrerin, die Rennen auf Bahn und Straße bestreitet.

## Sportliche Laufbahn
Neah Evans begann ihre sportliche Laufbahn als hill runner. Zweimal wurde sie britische U23-Meisterin, bevor sie aus Verletzungsgründen diesen Sport aufgeben musste. Von Beruf ist sie ausgebildete Tierärztin.
Seit 2017 ist Evans als Vollzeit-Radsportlerin auf Bahn und Straße aktiv. Im selben Jahr wurde sie schottische Meisterin im Einzelzeitfahren über zehn Meilen. Beim zweiten Lauf des Bahnweltcups in Manchester 2017 gewann sie gemeinsam mit Elinor Barker, Katie Archibald und Emily Nelson Gold in der Mannschaftsverfolgung.
Bei den Commonwealth Games 2018 errang Evans zwei Medaillen, Silber im Scratch und Bronze im Punktefahren. Bei den Bahneuropameisterschaften gewann der britische Frauen-Vierer mit Evans, Archibald, Barker und Laura Kenny den Titel sowie Gold beim Bahnweltcup in London. Auf der Straße wurde Neah Evans Dritte der britischen Meisterschaft im Einzelzeitfahren.
2019 hatte Evans weitere Erfolge mit dem britischen Vierer: Die Mannschaft siegte beim Lauf des Weltcups in Glasgow und errang den Europameistertitel 2020 in Apeldoorn sowie 2021 Plowdiw. 2020 gewann sie gemeinsam mit Laura Kenny beim Lauf des Weltcups in Milton das Zweier-Mannschaftsfahren.
Die Britinnen Neah Evans, Katie Archibald, Josie Knight und Laura Kenny fuhren im November 2020 bei der Bahn-EM in der Mannschaftsverfolgung mit 4:10,437 Minuten bis auf 0,199 Sekunden an den vier Jahre alten Weltrekord von den Olympischen Spielen 2016 in Rio heran, als das britische Team Gold gewann. 2021 belegte der britische Vierer mit Evans bei den Olympischen Spielen in Tokio den zweiten Platz hinter den deutschen Fahrerinnen, da dabei den Weltrekord der Britinnen um rund drei Sekunden verbesserten. Bei den Weltmeisterschaften errang sie jeweils Bronze im Zweier-Mannschaftsfahren (mit Katie Archibald) und in der Mannschaftsverfolgung (mit Megan Barker, Katie Archibald und Josie Knight).
2022 wurde Evans  Weltmeisterin im Punktefahren; mit dem Vierer aus Katie Archibald, Josie Knight, Anna Morris und Megan Barker holte sie den zweiten Platz. Bei den Commonwealth Games 2022 errang sie Silber im Punktefahren und Bronze in der Einerverfolgung. Bei den Bahnradsport-Europameisterschaften 2023 wurde sie mit Archibald, Knight, Morris und Elinor Barker Europameisterin in der Mannschaftsverfolgung.
Im Juli 2024 wurde sie für die Olympischen Spiele in Paris nominiert. Dort gewann sie mit Elinor Barker die Silbermedaille im Madison, im Omnium zum Abschluss der Bahnradsportwettbewerbe belegte sie den 15. Platz.

## Familie
Neah Evans ist die Tochter der ehemaligen britischen Skilangläuferin und Orientierungsläuferin Ros Coats. 2022 wurde sie Mutter eines Sohnes.

## Erfolge

### Bahn
2017
- Weltcup in Manchester – Mannschaftsverfolgung (mit Elinor Barker, Katie Archibald und Emily Nelson)

2018
- Commonwealth Games – Scratch
- Commonwealth Games – Punktefahren
- Europameisterin – Mannschaftsverfolgung (mit Katie Archibald, Laura Kenny und Elinor Barker)
- Weltcup in London – Mannschaftsverfolgung (mit Katie Archibald, Eleanor Dickinson, Laura Kenny und Elinor Barker)

2019
- Weltcup in Glasgow – Mannschaftsverfolgung (mit Katie Archibald, Elinor Barker und Eleanor Dickinson)
- Europameisterin – Mannschaftsverfolgung (mit Laura Kenny, Elinor Barker, Katie Archibald und Eleanor Dickinson)
- Britische Meisterin – Punktefahren

2020
- Weltcup in Milton – Zweier-Mannschaftsfahren (mit Laura Kenny)
- Weltmeisterschaft – Mannschaftsverfolgung (mit Laura Kenny, Eleanor Dickinson, Elinor Barker und Katie Archibald)
- Europameisterin – Einerverfolgung, Mannschaftsverfolgung (mit Laura Kenny, Katie Archibald und Josie Knight)

2021
- Olympische Spiele – Mannschaftsverfolgung (mit Katie Archibald, Laura Kenny, Josie Knight und Elinor Barker)
- Weltmeisterschaft – Zweier-Mannschaftsfahren (mit Katie Archibald), Mannschaftsverfolgung (mit Megan Barker, Katie Archibald und Josie Knight)
- Europameisterin – Zweier-Mannschaftsfahren (mit Katie Archibald)
- Europameisterschaft – Ausscheidungsfahren

2022
- Britische Meisterin – Einerverfolgung, Punktefahren, Zweier-Mannschaftsfahren (mit Laura Kenny)
- Commonwealth Games – Punktefahren
- Commonwealth Games – Einerverfolgung
- Weltmeisterin – Punktefahren
- Weltmeisterschaft – Mannschaftsverfolgung (mit Katie Archibald, Josie Knight, Anna Morris und Megan Barker)

2023
- Europameisterin – Mannschaftsverfolgung (mit Katie Archibald, Josie Knight, Anna Morris und Elinor Barker)
- Weltmeisterin – Zweier-Mannschaftsfahren (mit Elinor Barker)
- Nations Cup in Milton – Mannschaftsverfolgung (mit Katie Archibald, Megan Barker, Josie Knight und Jessica Roberts)
- Britische Meisterin – Einerverfolgung, Punktefahren
- Track Champions League – ein Einzelsieg

2024
- Nations Cup in Milton – Zweier-Mannschaftsfahren (mit Katie Archibald)
- Europameisterschaften – Omnium, Mannschaftsverfolgung (mit Josie Knight, Jessica Roberts, Anna Morris und Megan Barker)
- Olympische Spiele – Madison (mit Elinor Barker)
- Weltmeisterschaft – Zweier-Mannschaftsfahren (mit Katie Archibald)

2025
- Europameisterschaften – Mannschaftsverfolgung (mit Madelaine Leech, Sophie Lewis, Grace Lister und Anna Morris)

### Straße
2022
- Commonwealth Games – Straßenrennen